# Бондаренко Олександр Миколайович (Ходолій)
Бондаренко (Ходолій) Олександр Миколайович(1898, м. Лохвиця Полтавська губернія, сучасна Полтавська область — дата смерті невідома). український міліціонер лохвицької самооборони УНР (м. Лохвиця, 1919).

## Біографія
Олександр Бондаренко у своєму “Життєписі” зазначав: 
“Я, син городського голови м. Лохвиці Миколи Ходолія, родився в 1898 годі і є хресним сином академіка [Михайла] Туган-Барановського. Виріс в Лохвицькому повіті. Реальну школу скінчив в 1917 році. Після чого поступив до Харківського комерційного інституту. Був активним членом української міліції по самообороні Лохвиці від большевиків. В 1919 році був мобілізований до денікінської армії і через Новоросійськ евакуювався до Ніц[ц]и, де зараз і перебуваю”. Прохання підтримали Ольга Туган-Барановська та її син Микола. Був зарахований студентом 1-ї черги економічного відділу УГА, але навчання так і не розпочав.
Подальша доля невідома.